# Atelopus pedimarmoratus
Atelopus pedimarmoratus е вид жаба от семейство Крастави жаби (Bufonidae). Видът е критично застрашен от изчезване.

## Разпространение
Разпространен е в Колумбия.